# Susanne Olsson

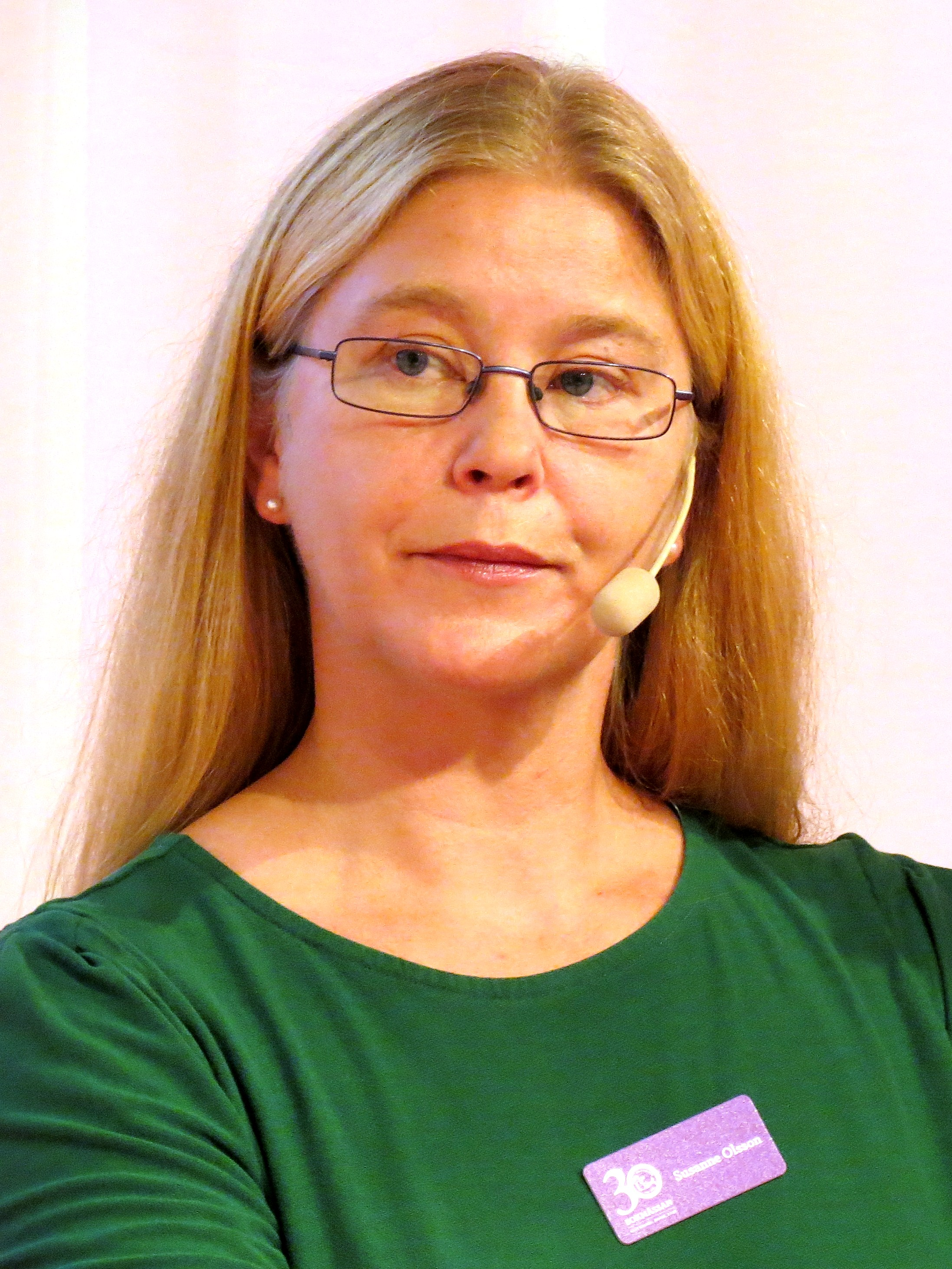
Susanne Olsson på Bokmässan i Göteborg 2014.

Susanne Olsson, född 18 juni 1971 i Ockelbo, är en svensk religionshistoriker, verksam vid Stockholms universitet.
Olsson disputerade 2004 vid Uppsala universitet. Hon är professor i religionshistoria och hennes forskning rör framförallt nutida islamtolkningar. Hon har forskat om islamisk minoritetsjuridik och fundamentalism, så kallad Salafism. Hon har bland annat redigerat boken Sällskapet. Tro och vetande i 1900-talets Sverige (2013), som innehåller kapitel om grundargestalter till det Religionsvetenskapliga sällskapet i Stockholm, där hon är med i styrelsen sedan 2007. Hon har även medredigerat boken "Zlatan frälsaren och andra texter om religion ochm idrott : en festskrift till David Westerlund".